# Iunașkî, Pohrebîșce
Iunașkî (în ucraineană Юнашки) este un sat în comuna Sarajînți din raionul Pohrebîșce, regiunea Vinnița, Ucraina.

## Demografie
Componența lingvistică a localității Iunașkî
     Ucraineană (99,01%)
Conform recensământului din 2001, majoritatea populației localității Iunașkî era vorbitoare de ucraineană (99,01%), existând în minoritate și vorbitori de alte limbi.